# 광운 (책)

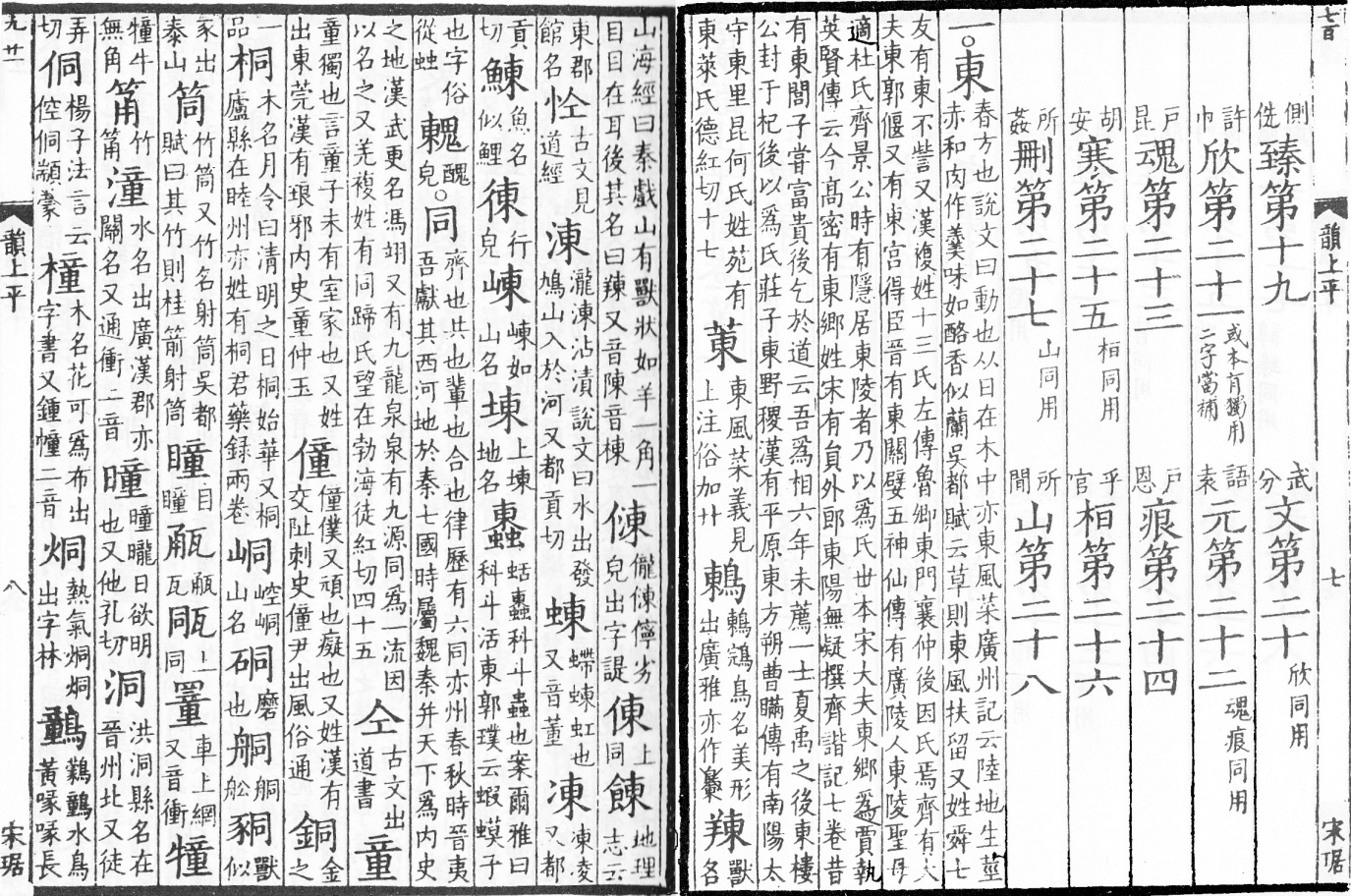
광운의 처음부

광운(廣韻)은 1007년부터 1008년까지 북송 진종의 후원을 통해 편찬된 중국어 운서이다. 정식 이름은 《대송중수광운》(大宋重修廣韻)이다. 진팽년(陳彭年)과 구옹(邱雍)이 주요 편집자이다.
이 사전은 총 26,194자 항목이 포함되어 있으며, 각각 문자의 의미를 간략히 설명하고 있다.